# Lijst van Belgische deelnemers aan de Paralympische Winterspelen 2010
Deze lijst van Belgische deelnemers aan de Paralympische Winterspelen 2010 in Vancouver. geeft een overzicht van de sporters die zich hebben gekwalificeerd voor de Spelen.
| Paralympiër       | Sport       | Onderdeel | Ervaring   |
| ----------------- | ----------- | --- | ---------- |
| Natasha De Troyer | Alpineskiën | Reuzenslalom Klasse Visueel Beperkt Afdaling Klasse Visueel Beperkt Super G Klasse Visueel Beperkt Supercombinatie Klasse Visueel Beperkt | 2de Spelen |